# Катион-катионные взаимодействия
Катион-катионные взаимодействия часто возникают между молекулярными катионами переходных металлов и f-элементов, например, актиноидов (у так называемых ильных катионов). Также они выделяются в отдельный тип межмолекулярных взаимодействий, поскольку без их учёта катионы друг от друга обычно отталкиваются в соответствии с законом Кулона.

### Катион-катионные взаимодействия у f-элементов.
Особый интерес представляют катион-катионные взаимодействия между катионами актиноидов: урана в виде уранила UO22+, нептуния в виде катиона нептуноила NpO22+, плутония и америция, которые в этом случае, по сути, являются проявлением специфического комплексообразования. Являются частным случаем межмолекулярных взаимодействий, проявляющихся у молекулярных ионов. Впервые было обнаружено при изучении поведения соединений нептуния(V) в растворах перхлората уранила.

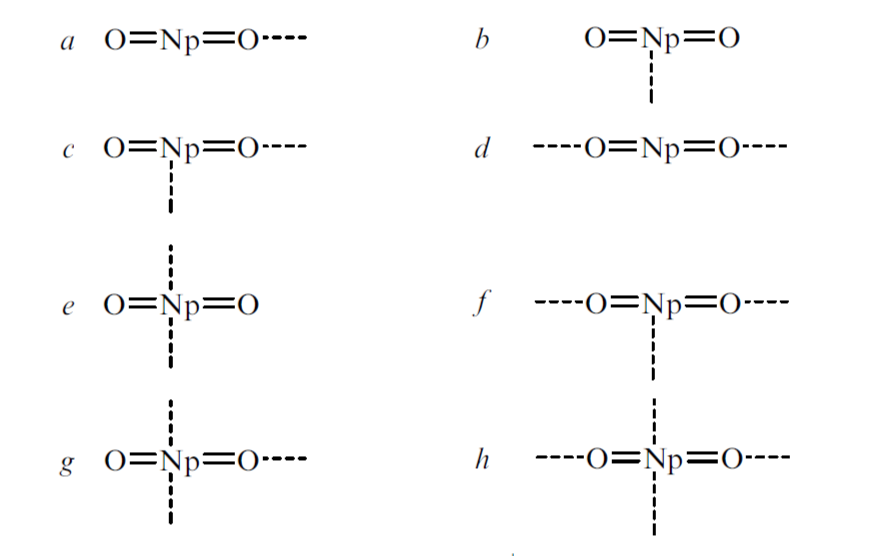
Типы катион-катионных взаимодействий на нептуноил

Катион-катионное взаимодействие [NpO2]+ определяет кристаллическую структуру соединений Np(V), причём прочность катион-катионных связей между ионами нептуноила сравнима в твёрдом теле с прочностью обычных связей с ацидолигандами, хотя в водном растворе, по-видимому, роль этих связей несколько меньше. В органическом растворе интенсивность катион-катионных взаимодействий может сохраняться высокой . В отсутствие взаимной координации ионов нептуния соединения Np(V) могут проявлять как структурное сходство с соединениями Am(VI), так и принципиальные различия (проявляя склонность к объединению координационных полиэдров Np через общие экваториальные рёбра.
Катион-катионные взаимодействия могут быть обнаружены не только по данным структурных исследований, но и по данным колебательной спектроскопии
Для уранила катион-катионные взаимодействия зафиксированы также в газовой фазе.

### Катион-катионные взаимодействия у катионов переходных металлов
Для переходных металлов катион-катионные взаимодействия проявляются в нитреновых комплексах.

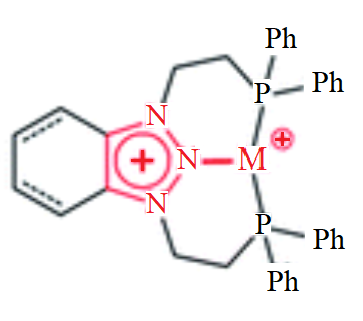
Нитреновый комплекс переходного металла М

Нитрениевые лиганды обеспечивают превосходную платформу для простого и эффективного синтеза чрезвычайно редких комплексов, которые обладают положительно заряженными лигандами, координированными с положительно заряженными металлами с образованием стабильных координационных связей типа катион-катион и катион-дикатион.